# Love Is Forever
Love Is Forever (engl. für „Liebe ist ewig“) ist ein Popsong der dänischen Sängerin Leonora Jepsen. Sie vertrat damit Dänemark beim 64. Eurovision Song Contest.

## Hintergrund
Leonora nahm am 23. Februar 2019 am dänischen Melodie Grand Prix, der als Vorentscheidung für den Eurovision Song Contest gilt, teil. Mit der vorletzten Startnummer von zehn Teilnehmern qualifizierte sie sich neben Julie & Nina Kreutzmann Jørgensen sowie Sigmund für das unmittelbar darauffolgende Superfinale. Dort erhielt sie von der Jury die meisten und von der Telefonabstimmung die zweitmeisten Stimmen, woraus ein erster Platz mit 42 % aller Stimmen hervorging.

## Inhaltliches
Das Lied wurde von Lise Cabble, Melanie Wehbe und Emil Lei komponiert. Cabble zeichnete auch für zwei weitere Titel im selben Grand-Prix-Jahr verantwortlich.
Ein auffälliges Merkmal der Komposition ist das durchweg bis hin zum Schluss gespielte Pizzicato. Die ersten beiden Strophen und Refrains werden komplett in englischer Sprache gesungen. Die dritte Strophe wird komplett auf Französisch gesungen. Im ersten Pre-Chorus wird der erste Vers auf Dänisch gesungen, der zweite auf Englisch und der dritte auf Deutsch. Der zweite Pre-Chorus ist wiederum Dänisch. Der erste Teil des Refrains auf Französisch wird einmal komplett wiederholt, wobei der zweite Teil als Schluss wieder auf Englisch gesungen wird.

Seit 1997 wurde somit wieder ein Teil des dänischen Beitrags beim Eurovision Song Contest in der Landessprache gesungen.

## Beim Eurovision Song Contest
Dänemark trat im zweiten Halbfinale an 7. Stelle auf. Die Performance aus dem Vorentscheid, bei der Leonora auf eine Leiter steigt und auf einem großen Stuhl Platz nimmt, wurde weitgehend unverändert übernommen. Begleitet wurde sie dabei von vier statt wie ursprünglich zwei Tänzern. Das Land qualifizierte sich für das Finale und erreichte dort den zwölften Platz mit 120 Punkten.

## Rezeption
Das Fanblog Wiwibloggs bezeichnete Love Is Forever als süßen und schlichten Song, merkte jedoch an, dass er dem Zuschauer nicht im Gedächtnis bleiben könnte. ESCXtra lobte die Mehrsprachigkeit des Titels und verglich ihn mit den deutschen Grand-Prix-Siegertiteln Ein bisschen Frieden und Satellite.

## Chartplatzierung
| ChartsChartplatzierungen | Höchstplatzierung | Wochen |
| ------------------------ | ----------------- | ------ |
| Dänemark (IFPI/Nielsen)  | 16 (2 Wo.)        | 2      |